# 4298 Jorgenúnez
4298 Jorgenúnez este un asteroid din centura principală, descoperit pe 17 noiembrie 1941, de Isidre Pòlit.